# Eric Tjellman
Eric Petri Tjällman, född döpt 30 november 1656 i Tjärstads församling, Östergötlands län, död 4 april 1708, var en svensk borgmästare, riksdagsledamot och politiker.

## Biografi
Eric Tjällman föddes 1656 i Tjärstads församling och var son till en bonde. Han blev 1677 student vid Uppsala universitet  och senare kanslist vid Kunglig Majestäts kansli. År 1691 blev han stadsnotarie i Norrköpings stad och senare rådman i staden. Han blev 1693 justitieborgmästare i Norrköping. Tjällman var riksdagsledamot för borgarståndet i Norrköping vid riksdagen 1693. Han avled 1708.

### Familj
Tjällman gifte sig omkring 1690 med Magdalena Bröms (1669–1720), dotter till Henrik Bröms och Anna Lerbäck.[källa behövs] De fick tillsammans dottern Anna Tjällman (död 1716) som var gift med borgmästare Jacob Ekebom i Norrköping.